# Pagersari (Pagerageung)
Pagersari is een bestuurslaag in het regentschap Tasikmalaya van de provincie West-Java, Indonesië. Pagersari telt 4062 inwoners (volkstelling 2010).